# Melanobombus
Sous-genre
Melanobombus est un sous-genre d'insectes hyménoptères, des bourdons du genre Bombus.

## Espèces
- Bombus eximius
- Bombus festivus
- Bombus formosellus
- Bombus friseanus
- Bombus incertus
- Bombus keriensis
- Bombus ladakhensis
- Bombus lapidarius
- Bombus miniatus
- Bombus pyrosoma
- Bombus richardsiellus
- Bombus rufipes
- Bombus rufofasciatus
- Bombus semenovianus
- Bombus sichelii
- Bombus simillimus
- Bombus tanguticus